# Sus mas grandes exitos
 (juillet 2023).
Si vous disposez d'ouvrages ou d'articles de référence ou si vous connaissez des sites web de qualité traitant du thème abordé ici, merci de compléter l'article en donnant les références utiles à sa vérifiabilité et en les liant à la section « Notes et références ».
Albums de Dalida
Révolution - 5è du nom
(2001) Deutsche gesang ihre grossen erfolge
(2008)
Sus mas grandes exitos en español est le titre d'une compilation de chansons enregistrées durant la carrière de Dalida pour le marché espagnol. Beaucoup de ces chansons sont éditées pour la première fois en format compact disc. 
Les chansons sont extraites des catalogues Barclay et Orlando, et couvrent la période 1960 à 1996. Deux chansons apparaissent dans leur version française. L'une, Paroles, paroles pour avoir été un succès en Espagne dans cette version, l'autre, Besame mucho pour coller à la thématique de la compilation. Io t'amero est présentée dans sa version remixée de 1998 tout comme la version de "Salma Ya Salama" en duo avec Sébastian Abaldonato.
Cette compilation fera partie du coffret 7 cd Dalida, d'ici et d'ailleurs commercialisé en 2009.

## Titres
- Tenia Dieciocho años (il venait d'avoir 18 ans)
- Tu nombre (ton prénom dans mon cœur)
- Volveras (j'attendrai)
- Morir cantando (mourir sur scène)
- El restaurante italiano (le restaurant italien)
- El cordobès
- Si el amor se acabama voy (quand je n'aime plus, je m'en vais)
- Por no vivir a solas (pour ne pas vivre seul)
- Paroles, paroles
- Gigi el amoroso (gigi l'amoroso)
- Soleil mi sol (soleil)
- Aquarella rosa (spanish harlem)
- Los niños del Piero (les enfants du Pirée)
- Amore scusami
- Dejame bailar (laissez-moi danser)
- Dos (eux)
- El silencio (Il silenzio)
- Baños de luna (tintarella di luna)
- Besame mucho
- Salma ya salama (sueño flamenco)
- Io t'amero (tre palabras)